# Hoa hậu Hoàn vũ 2005
Hoa hậu Hoàn vũ 2005 là cuộc thi Hoa hậu Hoàn vũ lần thứ 54 được tổ chức vào ngày 31 tháng 5 năm 2005 tại Impact Arena ở thủ đô Băng Cốc, Thái Lan. Người chiến thắng của cuộc thi là Natalie Glebova đến từ Canada và được trao vương miện bởi Hoa hậu Hoàn vũ 2004 Jennifer Hawkins đến từ Úc. Cuộc thi năm nay có tổng cộng 81 thí sinh tham gia đến từ các quốc gia và lãnh thổ trên thế giới.

## Kết quả

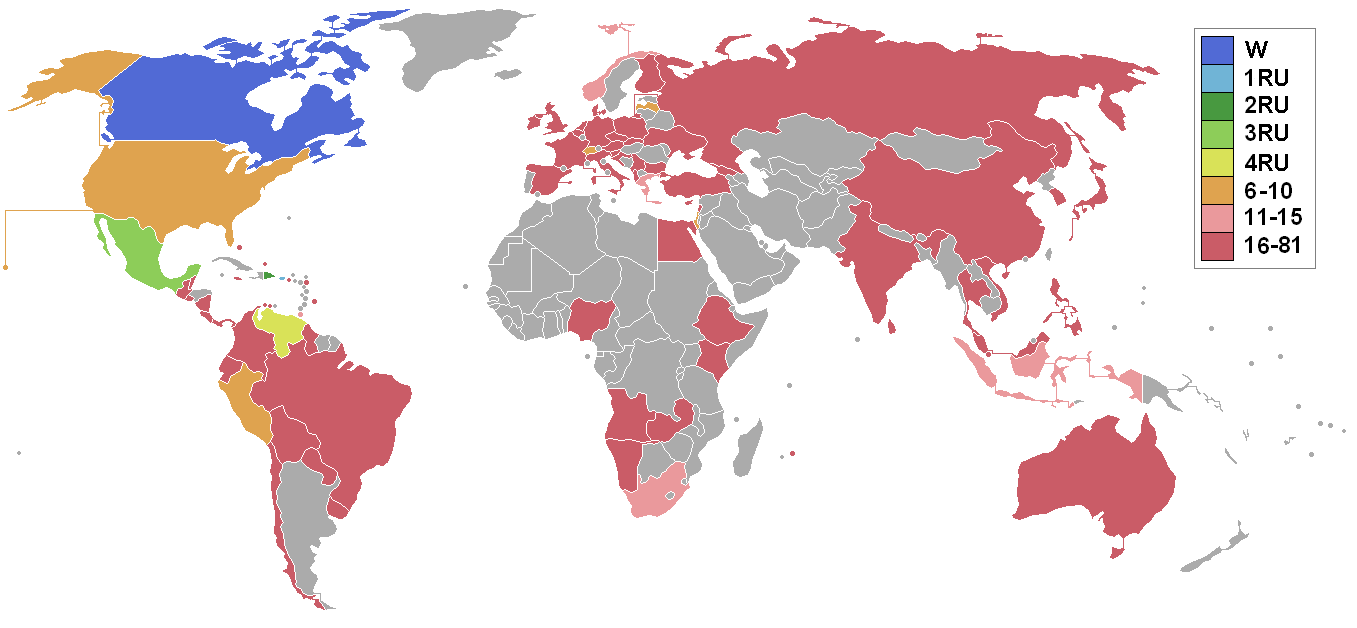
Các quốc gia và lãnh thổ tham gia Hoa hậu Hoàn vũ 2005 và kết quả.

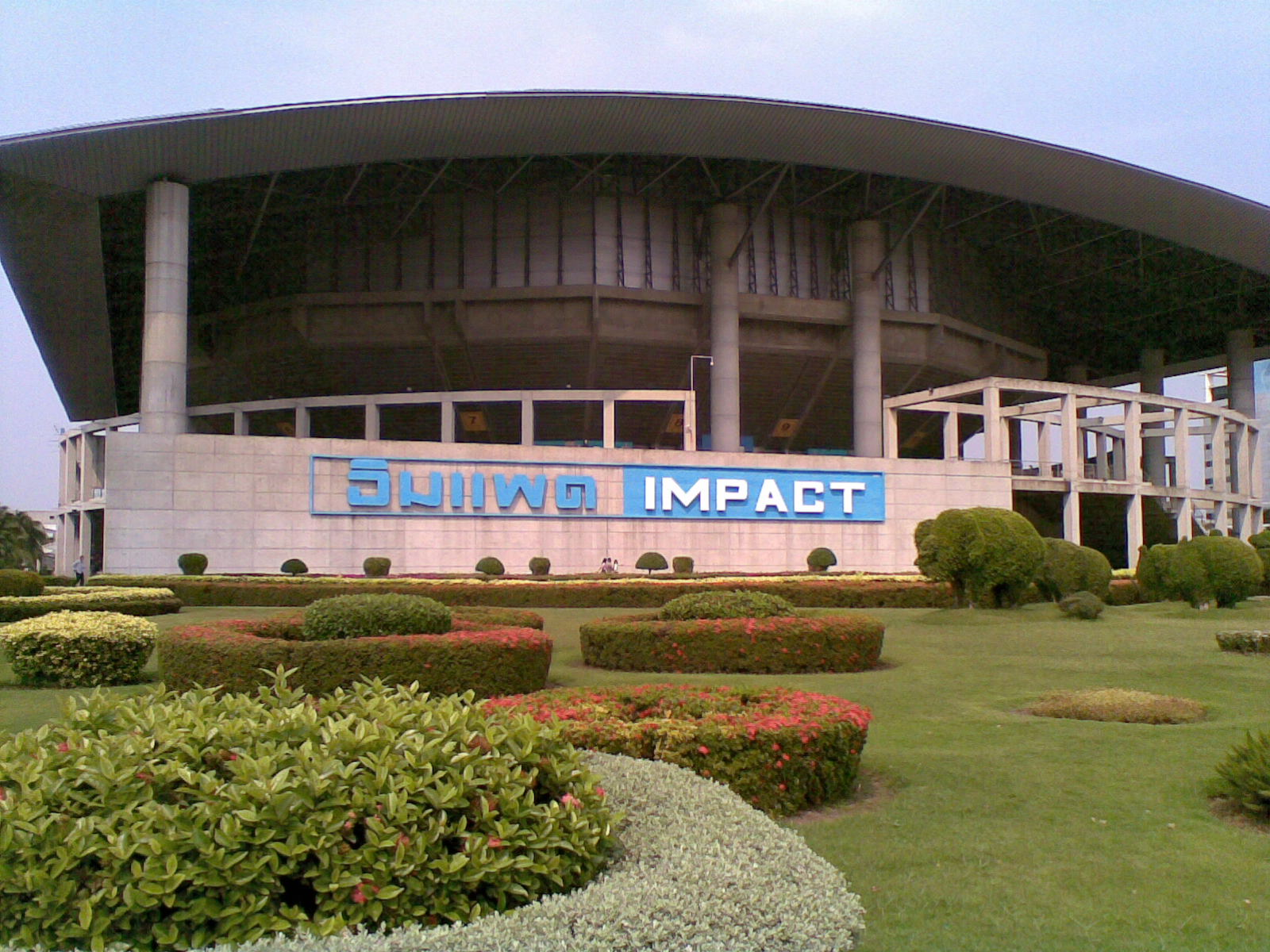
Impact Arena ở thủ đô Băng Cốc, Thái Lan, địa điểm chính thức diễn ra cuộc thi Hoa hậu Hoàn vũ 2005.

### Thứ hạng
| Kết quả              | Thí sinh |
| -------------------- | --- |
| Hoa hậu Hoàn vũ 2005 | - Canada – Natalie Glebova |
| Á hậu 1              | - Puerto Rico – Cynthia Olavarría |
| Á hậu 2              | - Cộng hòa Dominican – Renata Soñé |
| Á hậu 3              | - Mexico – Laura Elizondo |
| Á hậu 4              | - Venezuela – Mónica Spear † |
| Top 10               | - Israel – Elena Ralph - Latvia – Ieva Kokoreviča - Peru – Débora Sulca - Thụy Sĩ – Fiona Hefti - Hoa Kỳ – Chelsea Cooley                                 |
| Top 15               | - Hy Lạp – Evangelia Aravani - Indonesia – Artika Sari Devi - Na Uy – Helene Tråsavik - Nam Phi – Claudia Henkel - Trinidad và Tobago – Magdalene Walcott |

### Các giải thưởng đặc biệt
| Giải thưởng        | Thí sinh                               |
| ------------------ | -------------------------------------- |
| Hoa hậu Thân thiện | - Quần đảo Virgin (Mỹ) – Tricia Holmer |
| Hoa hậu Ảnh        | - Philippines – Gionna Cabrera         |

### Trang phục dân tộc đẹp nhất
| Kết quả   | Thí sinh                             |
| --------- | ------------------------------------ |
| Giải Nhất | - Thái Lan – Chananporn Rosjan       |
| Giải Nhì  | - Cộng hòa Séc – Kateřina Smejkalová |
| Giải Ba   | - Mexico – Laura Elizondo            |

### Thứ tự công bố
| 1. Mexico 2. Latvia 3. Cộng hòa Dominican 4. Canada 5. Nam Phi 6. Venezuela 7. Na Uy 8. Thụy Sĩ 9. Hoa Kỳ 10. Israel 11. Trinidad và Tobago 12. Indonesia 13. Peru 14. Hy Lạp 15. Puerto Rico | 1. Puerto Rico 2. Canada 3. Peru 4. Thụy Sĩ 5. Latvia 6. Cộng hòa Dominican 7. Hoa Kỳ 8. Mexico 9. Venezuela 10. Israel | 1. Mexico 2. Puerto Rico 3. Cộng hòa Dominican 4. Canada 5. Venezuela |

## Giám khảo
- Porntip Nakhirunkanok – Hoa hậu Hoàn vũ 1988 đến từ Thái Lan.
- Oleksandra Nikolayenko – Hoa hậu Hoàn vũ Ukraine 2004.
- Heidi Albertsen – Người mẫu Đan Mạch, người chiến thắng cuộc thi Elite Model Look.
- Kevin S. Bright – Nhà sản xuất phim Những người bạn.
- Mario Cimarro – Diễn viên người Cuba.
- Bryan Dattilo – Diễn viên phim Days of Our Lives.
- Carson Kressley – Chuyên gia bình luận thời trang.
- Cassie Lewis – Người mẫu người Mỹ.
- Louis Licari – Chuyên gia làm tóc nổi tiếng.
- Anne Martin – Chuyên gia tiếp thị của Cover Girl và Max Factor.
- Khun Pi Rom Pakdi – Công dân Thái Lan.
- Jean-Georges Vongerichten – Đầu bếp người Pháp.

## Thí sinh
Cuộc thi có tổng cộng 81 thí sinh tham gia:
| Quốc gia/Lãnh thổ    | Thí sinh                |
| -------------------- | ----------------------- |
| Albania              | Agnesa Vuthaj           |
| Angola               | Zenilde Josias          |
| Antigua và Barbuda   | Shermain Jeremy         |
| Aruba                | Luisana Cicilia         |
| Úc                   | Michelle Guy            |
| Bahamas              | Denia Nixon             |
| Barbados             | Nada Yearwood           |
| Bỉ                   | Debby De Waele          |
| Belize               | Andrea Elrington        |
| Bolivia              | Andrea Abudinen         |
| Brazil               | Carina Beduschi         |
| Bulgaria             | Galina Gancheva         |
| Canada               | Natalie Glebova         |
| Chile                | Renata Ruiz             |
| Trung Quốc           | Đào Tư Viên             |
| Colombia             | Adriana Tarud           |
| Costa Rica           | Johanna Fernández       |
| Croatia              | Jelena Glišić           |
| Curaçao              | Rychacviana Coffie      |
| Síp                  | Elena Hadjidemetriou    |
| Cộng hòa Séc         | Kateřina Smejkalová     |
| Đan Mạch             | Gitte Hanspal           |
| Cộng hòa Dominican   | Renata Soñé             |
| Ecuador              | Ximena Zamora           |
| Ai Cập               | Meriam George           |
| El Salvador          | Irma Dimas              |
| Ethiopia             | Atetegeb Tesfaye        |
| Phần Lan             | Hanna Ek                |
| Pháp                 | Cindy Fabre             |
| Georgia              | Rusudan Bochoidze       |
| Đức                  | Aslı Bayram             |
| Hy Lạp               | Evangelia Aravani       |
| Guatemala            | Aida Karina Estrada     |
| Guyana               | Candisie Franklin       |
| Hungary              | Szandra Proksa          |
| Ấn Độ                | Amrita Thapar           |
| Indonesia            | Artika Sari Devi        |
| Ireland              | Mary Gormley            |
| Israel               | Elena Ralph             |
| Ý                    | Maria Teresa Francville |
| Jamaica              | Raquel Wright           |
| Nhật Bản             | Yukari Kuzuya           |
| Kenya                | Rachel Marete           |
| Hàn Quốc             | Kim So-young            |
| Latvia               | Ieva Kokoreviča         |
| Liban                | Nadine Njeim            |
| Malaysia             | Angela Gan              |
| Mauritius            | Magalie Antoo           |
| Mexico               | Laura Elizondo          |
| Namibia              | Adele Basson            |
| Hà Lan               | Sharita Sopacua         |
| Nicaragua            | Daniela Clerk           |
| Nigeria              | Roseline Amusu          |
| Na Uy                | Helene Tråsavik         |
| Panama               | Rosa María Hernández    |
| Paraguay             | Karina Buttner          |
| Peru                 | Débora Sulca            |
| Philippines          | Gionna Jimenez Cabrera  |
| Ba Lan               | Marta Kossakowska       |
| Puerto Rico          | Cynthia Olavarría       |
| Nga                  | Natalia Nikolayeva      |
| Serbia và Montenegro | Jelena Mandić           |
| Singapore            | Cheryl Tay              |
| Slovakia             | Michaela Drencková      |
| Slovenia             | Dalila Dragojevič       |
| Nam Phi              | Claudia Henkel          |
| Tây Ban Nha          | Verónica Hidalgo        |
| Sri Lanka            | Rozanne Diasz           |
| Thụy Sĩ              | Fiona Hefti             |
| Thái Lan             | Chananporn Rosjan       |
| Trinidad và Tobago   | Magdalene Walcott       |
| Thổ Nhĩ Kỳ           | Dilek Aksoy             |
| Turks và Caicos      | Weniecka Ewing          |
| Anh Quốc             | Brooke Johnston         |
| Ukraine              | Juliya Chernyshova      |
| Uruguay              | Viviana Arena           |
| Hoa Kỳ               | Chelsea Cooley          |
| Quần đảo Virgin (Mỹ) | Tricia Homer            |
| Venezuela            | Mónica Spear †          |
| Việt Nam             | Phạm Thu Hằng           |
| Zambia               | Cynthia Kanema          |

## Thông tin về các cuộc thi quốc gia

### Tham gia lần đầu
- Latvia

### Trở lại
| Lần cuối tham gia vào năm 1996: - Indonesia - Sri Lanka Lần cuối tham gia vào năm 1999: - Zambia Lần cuối tham gia vào năm 2000: - Anh Quốc | Lần cuối tham gia vào năm 2002: - Quần đảo Virgin (Mỹ) Lần cuối tham gia vào năm 2003: - Albania - Mauritius - Namibia |

### Thay thế
- Cộng hòa Séc – Hoa hậu Cộng hòa Séc 2004 Jana Doleželová theo kế hoạch ban đâu sẽ tham gia cuộc thi năm nay nhưng điều đó đã không diễn ra. Tổ chức Hoa hậu Hoàn vũ đã rút giấy phép nhượng quyền của cuộc thi Hoa hậu Cộng hòa Séc và hợp tác tổ chức cuộc thi Hoa hậu Séc (Czech Miss) để tìm kiếm đại diện đến cuộc thi. Kateřina Smejkalová, người chiến thắng ấn bản đầu tiên của Hoa hậu Séc đã tham gia thi đấu. Trước đó, Jana từng thi đấu tại Hoa hậu Thế giới 2004 và lọt vào Top 15 chung cuộc.
- Trinidad và Tobago – Cheryl Ankrah ban đầu được trao vương miện Hoa hậu Trinidad và Tobago 2005 nhưng đã bị truất ngôi sau khi bị chỉ trích vì không hoàn thành nhiệm vụ của mình và trở nên thừa cân[1]. Ankrah có lệnh không được phép tham gia cuộc thi Hoa hậu Hoàn vũ năm đó và một giám khảo đã tổ chức lại cuộc thi Hoa hậu Trinidad và Tobago 2005 lần thứ hai. Người chiến thắng trong cuộc thi thứ hai là Magdalene Walcott và trở thành đại diện chính thức cho Trinidad và Tobago tại cuộc thi Hoa hậu Hoàn vũ năm đó.
- Việt Nam – Hoa khôi Hà Nội 2005 Phạm Thu Hằng chính thức đại diện cho Việt Nam tham gia cuộc thi sau khi Hoa hậu Phụ nữ Việt Nam qua ảnh 2004 Bùi Thị Diễm từ chối lời mời vì bận việc học.

### Bỏ cuộc
- Áo
- Botswana
- Quần đảo Cayman
- Ghana
- Estonia
- St. Vincent & Grenadines
- Đài Loan
- Thụy Điển

### Không tham gia
- Quần đảo Virgin (Anh)

## Thành phố đăng cai
Thái Lan đã công bố tổ chức cuộc thi năm nay vào ngày 10 tháng 7 năm 2004 trong chuyến thăm đất nước này của Hoa hậu Hoàn vũ 2004 Jennifer Hawkins. Cũng vào thời điểm đó, Chile, Trung Quốc và Hy Lạp cũng đang được xem xét để tổ chức sự kiện này. Một tháng sau, đã có một thông báo rằng Băng Cốc, Thái Lan đã được lựa chọn nhưng chưa chính thức để tổ chức cuộc thi, với chi phí là 6,5 triệu USD. Chi phí này do chính phủ Thái Lan tài trợ nhằm thúc đẩy du lịch. Vào tháng 10, đề xuất này gặp nhiều khó khăn khi chính phủ Thái Lan chậm đưa ra các quỹ đầu tư như đã hứa, làm nản lòng các Nhà tài trợ chính. Thủ tướng Thái Lan Thaksin Shinawatra dẫn đầu tổ chức cuộc thi đã họp với các tổ chức cá nhân và khẳng định cuộc thi vẫn sẽ được tổ chức. Tổ chức này đã trao quyền quản lý chính thức cho Công ty Matching Entertainment vào tháng 12 năm 2004 sau khi một công ty khác, Showcase Thailand không thành công trong khâu tổ chức.
Tháng 2 năm 2005, sau khi chính phủ Thái Lan xác nhận kế hoạch tổ chức cuộc thi, phó thủ tướng đã bác bỏ tuyên bố rằng sự kiện này sẽ được tổ chức tại Khao Lak, một khu nghỉ mát bị tàn phá bởi trận sóng thần ở Ấn Độ Dương năm 2004, nhưng khẳng định rằng Nam Thái Lan sẽ tổ chức các sự kiện của cuộc thi trước buổi chung kết.
Năm 2005 là lần thứ hai cuộc thi được tổ chức ở Băng Cốc. Thành phố này cũng đã tổ chức cuộc thi Hoa hậu Hoàn vũ 1992 và người chiến thắng cuộc thi năm đấy là Michelle McLean đến từ Namibia.